# Abraham van Diepenbeeck

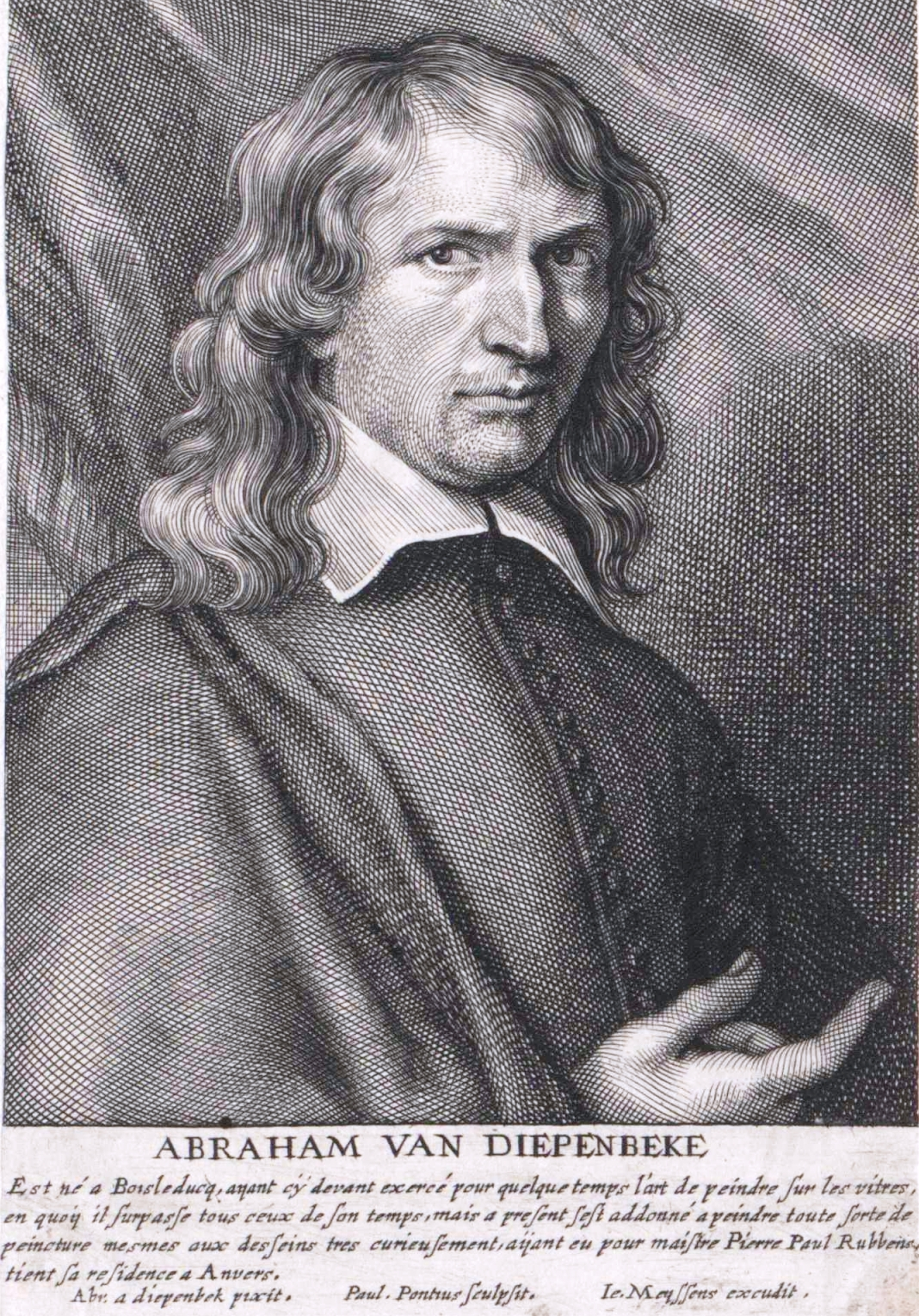
Abraham van Diepenbeeck.

Abraham van Diepenbeeck, född den 9 maj 1596, död den 31 december 1675, var en flamländsk konstnär.

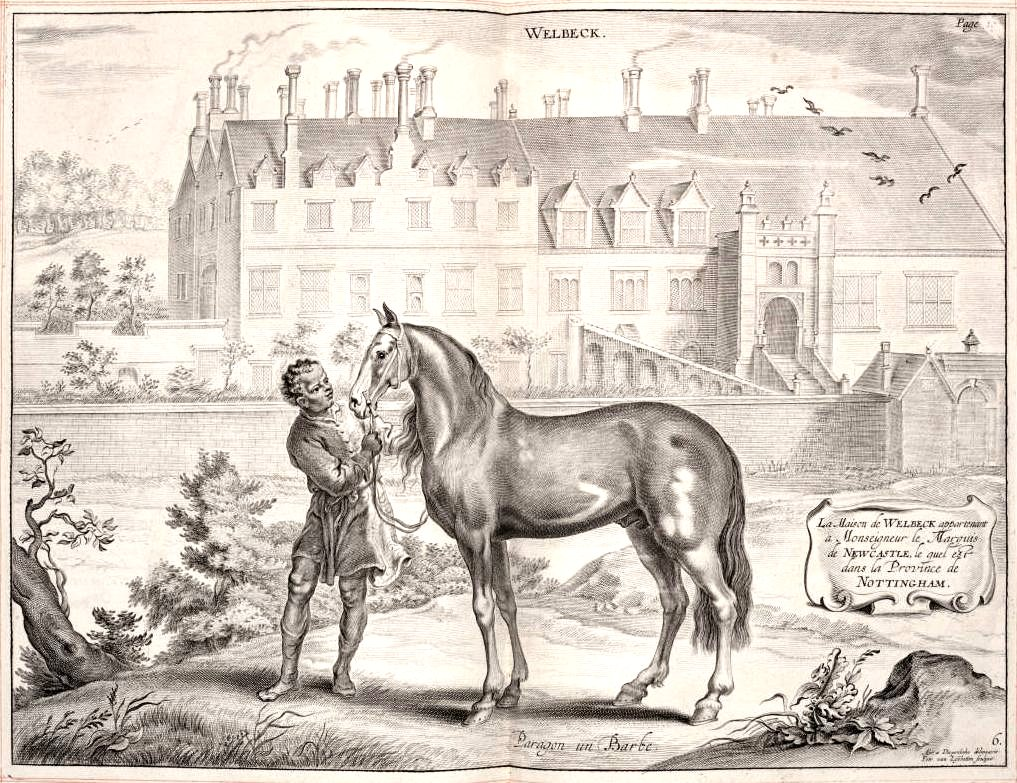
Welbeck, Paragon un Barbe.

Han kom tidigt till Antwerpen, där han först ägnade sig åt glasmåleri, men sedan blev en av Peter Paul Rubens många efterföljare (han var dock troligen aldrig hans elev). Han målade huvudsakligen religiösa och mytologiska motiv. På grund av Diepenbeecks liknande teknik har några tavlor felaktiga tillskrivits Rubens.